# Saint-Étienne-des-Sorts
Saint-Étienne-des-Sorts – miejscowość i gmina we Francji, w regionie Oksytania, w departamencie Gard.
Według danych na rok 1990 gminę zamieszkiwały 413 osoby, a gęstość zaludnienia wynosiła 42 osoby/km² (wśród 1545 gmin Langwedocji-Roussillon Saint-Étienne-des-Sorts plasuje się na 558. miejscu pod względem liczby ludności, natomiast pod względem powierzchni na miejscu 765.).